# 卷角龜屬
卷角龜（學名：Meiolania）是已滅絕的龜。牠們生存於漸新世至全新世，並於2000年前從新喀里多尼亞消失。

## 特徵

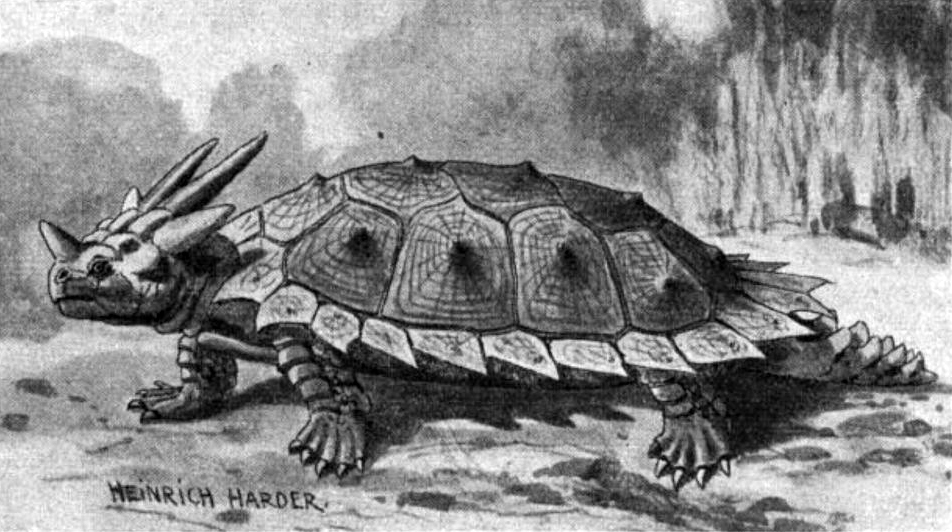
卷角龜的想象圖。

卷角龜的體型巨大，長達2.5米，是所有已知非海生龜中最大的。卷角龜的頭顱骨形狀特別，有很多結節狀及角狀的突出物。面兩側有兩隻大角，頭顱骨闊60厘米，令牠們不能將頭部縮入龜殼內。尾巴有環節保護，末端有刺。其身體可以看為甲龍科及雕齒獸科的趨同演化。

## 生態
卷角龜是種植食性動物，佔據著與現代海鬣蜥類似的生態位。

## 化石

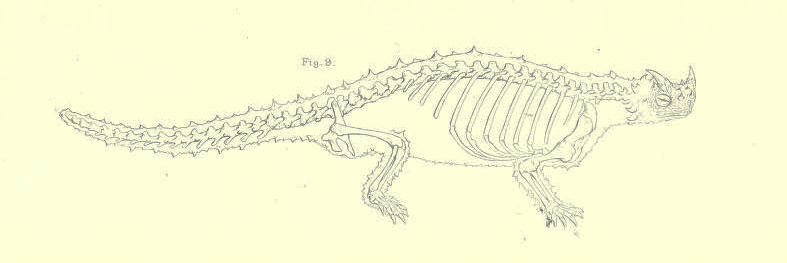
卷角龜早期復原圖，當時認為屬於卷角龜一種巨型巨蜥

最初認為第一個卷角龜的化石是屬於一種巨型巨蜥，如古巨蜥。後來當發現更多遺骸後，才發現牠們其實是一種龜，而非蜥蜴。牠們生存於澳洲及新喀里多尼亞，主要吃植物。在新喀里多尼亞及豪勳爵島曾發現一些卷角龜標本，比澳洲的更為細小。

## 外部連結
- 澳洲博物館 （页面存档备份，存于）
- Mikko's Phylogeny Archive